# Meester van der Heijden-groeve
De Meester van der Heijden-groeve is een aardkundig monument dat zich bevindt nabij het Kerkpad te Nieuw-Namen.

## Geschiedenis
Hier bevond zich vanouds een zandbult, Den Hoogen Kauter genaamd, welke een vijftal meter boven het maaiveld uitstak. Vanaf de 17e eeuw bevond zich hier een zandgroeve. De zandvoorraad strekte zich uit tot 25 meter beneden het maaiveld, dus er was een grote voorraad aanwezig. Het terrein werd niet alleen als groeve gebruikt, doch tevens als stortplaats voor afval. Aan dit alles kwam een einde toen het terrein in 1963 in bezit kwam van Staatsbosbeheer.
In 1983 werd het gebied schoongemaakt en opengesteld voor het publiek. Sindsdien is de omgeving ervan, bestaande uit een klein bos, uitgegroeid tot een natuurgebied.

## Geologie
De Meester van der Heijden-groeve is de enige plaats in Europa waar de overgang van Plioceen naar Pleistoceen ontsloten is. In het Plioceen bevond zich hier een zeestrand (Formatie van Merksem), terwijl de Pleistocene afzettingen dekzanden zijn.
In de ontsluiting zijn fossielen te vinden van zee-egels en andere dieren die hier een miljoen jaar geleden in zee leefden. Ook uit jongere tijden vindt men er fossielen, zoals botten van wolharige neushoorns en dergelijke, alsmede menselijke artefacten als vuurstenen, speer- en pijlpunten van 10.000 jaar oud en een urn van 3.000 jaar oud.

## Externe bron
- Staatbosbeheer
- Geosites